# Bysjön (Blackstads socken, Småland)
Bysjön är en sjö i Västerviks kommun i Småland och ingår i Botorpsströmmens huvudavrinningsområde. Sjön har en area på 0,259 kvadratkilometer och ligger 81,2 meter över havet. Sjön avvattnas av vattendraget Bjärkabäcken.

## Delavrinningsområde
Bysjön ingår i det delavrinningsområde (640511-152642) som SMHI kallar för Inloppet i Kvarnsjön. Medelhöjden är 111 meter över havet och ytan är 63,52 kvadratkilometer. Det finns inga avrinningsområden uppströms utan avrinningsområdet är högsta punkten. Bjärkabäcken som avvattnar avrinningsområdet har biflödesordning 2, vilket innebär att vattnet flödar genom totalt 2 vattendrag innan det når havet efter 33 kilometer. Avrinningsområdet består mestadels av skog (67 procent), öppen mark (11 procent) och jordbruk (15 procent). Avrinningsområdet har 2,67 kvadratkilometer vattenytor vilket ger det en sjöprocent på 4,2 procent.